# Zespół dworski Dembińskich w Nienadowej
Zespół dworski Dembińskich w Nienadowej – zespół dworski rodu Dembińskich zlokalizowany w południowej części Nienadowej (województwo podkarpackie), nad Kamionką, przy drodze do Iskania, w obrębie Parku Krajobrazowego Pogórza Przemyskiego. Figuruje w rejestrze zabytków od 29 lipca 1982 pod numerem A-105.
Na zespół składają się następujące budowle i obiekty: dwór, pozostałości bramy wjazdowej, kordegarda, kuźnia, wozownia, spichlerz, lamus i oficyna, z także założenie parkowe.

## Historia

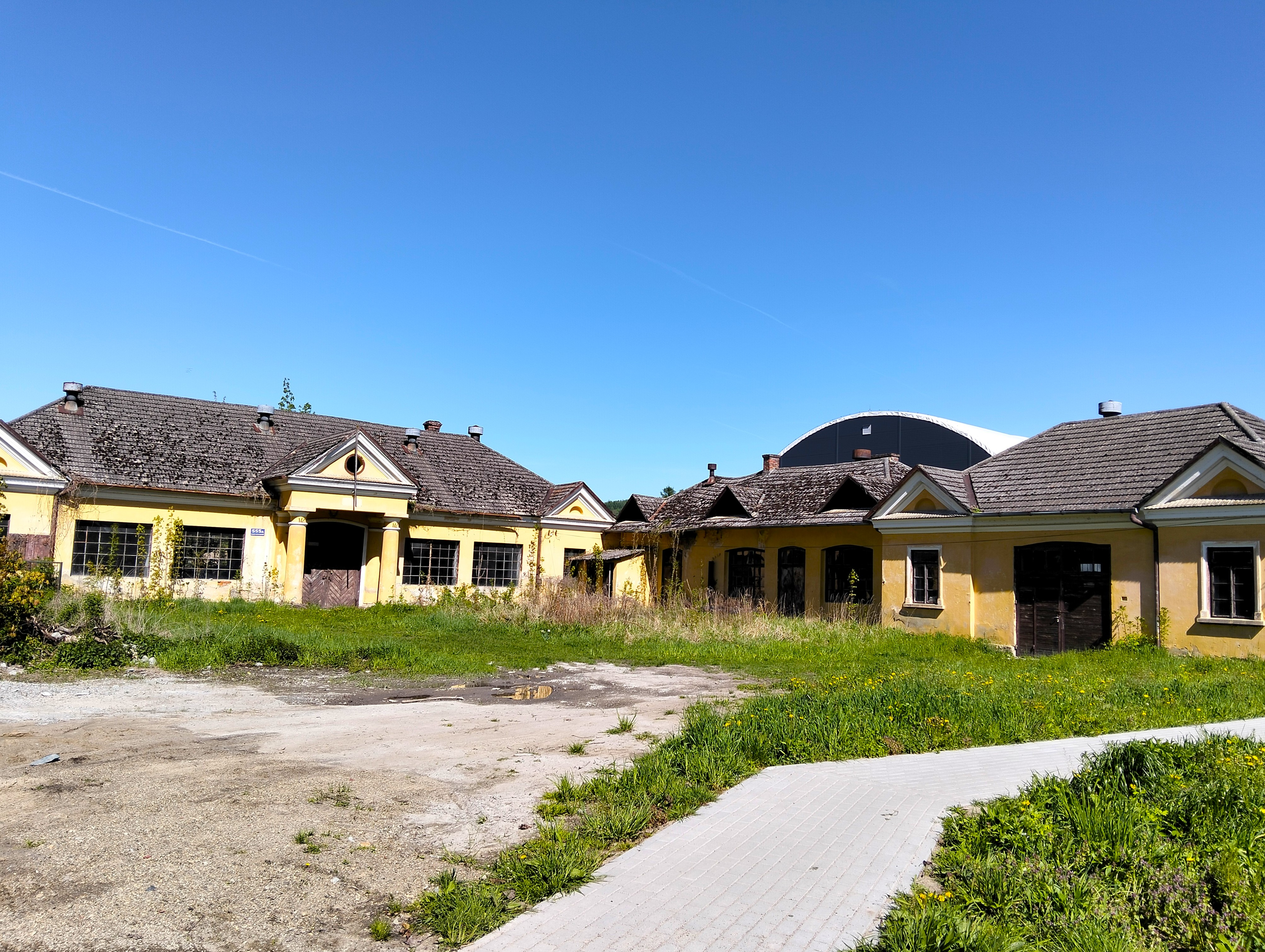
Wozownie

Pierwszy dwór we wsi istniał już w XV wieku (należał do Dubrawskich). Pierwszy zespół rezydencjonalny wznieśli jednak Dembińscy w postaci drewnianego dworu na podmurówce z murowaną kaplicą. Obiekt ten został uwieczniony na rycinie Jana Maksymiliana Fredry z 1803, a opisał go Aleksader Fredro (bratanek właścicieli), który spędził tu lata dziecięce u dziadka, Jana Nepomucena Dembińskiego.

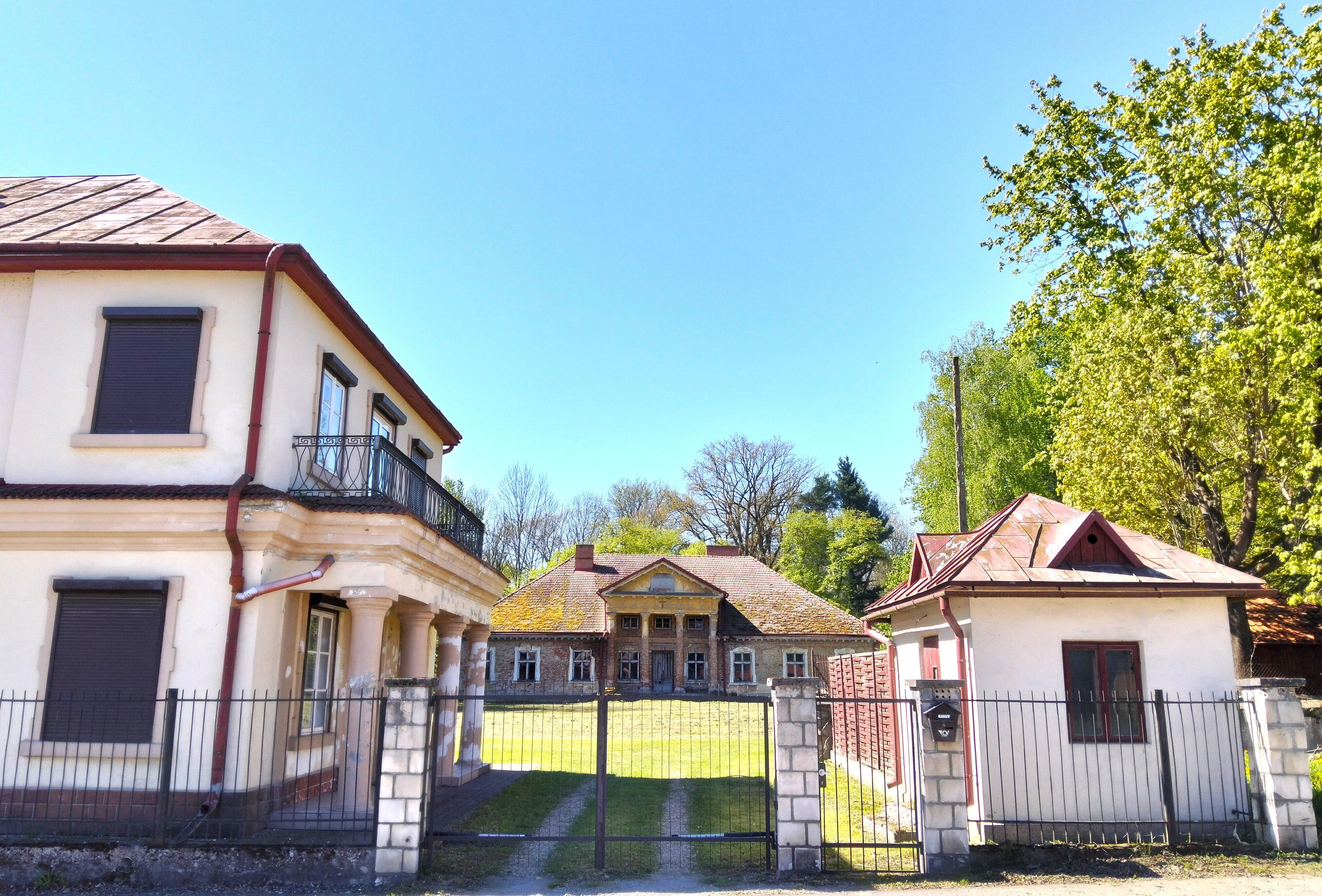
Dwór i kordegarda (po lewej)

Najstarszym zachowanym elementem zespołu są XVII-wieczne piwnice – pozostałość pierwotnej siedziby rodowej Dubrawskich. Znajdują się one pod klasycystycznym dworem wzniesionym w 1809 z inicjatywy Antoniego Dembińskiego. Projektantem obiektu był zapewne Christian Piotr Aigner. Dwór ten zastąpił wcześniejszy, drewniany budynek klasycystyczny, który miał zbliżony gabaryt. Równolegle z budową nowego dworu przekształcono dawny ogród geometryczny w park krajobrazowy (angielski). W drugiej połowie XIX wieku wzniesiono budynki gospodarcze: kordegardę, oborę, spichlerz i czworak. Pod koniec XIX wieku dokonano przebudowy dworu, oficyny oraz kordegardy. W początkach XX w. (za czasów Stanisława Mycielskiego), zmodernizowano zabudowę folwarczną, wybudowano kilka obiektów gospodarczych, w tym gorzelnię. II wojna światowa przyniosła zniszczenia zespołu, ale w większości został on odbudowany po 1945 dla Szkoły Modernizacji Rolnictwa. W 1977 przejęło go Ministerstwo Kultury i Sztuki z zamysłem utworzenia tu Domu Pracy Twórczej. Prace remontowe nie zostały ukończone, gdyż w 1989 obiekt przejął wojewoda przemyski i sprzedał go przedsiębiorstwu Spomasz z Kańczugi. Obecnie zespół nie jest użytkowany (od 2001 stanowi własność powiatu przemyskiego).

## Architektura
Zespół usytuowany jest w południowej części wsi Nienadowa. Parterowy dwór jest klasycystyczny, murowany (ceglany), podpiwniczony, wzniesiony na rzucie prostokąta z dwoma ryzalitami od strony ogrodowej. Front akcentuje portyk wgłębny w wielkim porządku doryckim. Układ wnętrz jest trzytraktowy, z salonem i sienią na osi. Dach jest wielospadowy, ceramiczny.
Oficyna jest parterowa, murowana, wykonana z cegły i kamienia, na rzucie litery „L”, z wtórnymi dobudówkami. Jej dach jest wielospadowy, a wnętrze dwutraktowe (zmodyfikowane). Kordegarda to piętrowy, murowany budynek z tarasem przy głównej bramie, połączony z oficyną. Zdobi go portyk kolumnowy, a kryje blaszany dach czterospadowy. Obora to duży, parterowy budynek na rzucie podkowy, murowany, z ryzalitem i dachami dwuspadowymi z naczółkami. Spichlerz jest dwukondygnacyjny, murowany, podpiwniczony, na rzucie prostokąta. Na narożach zdobią go lizeny. Gorzelnia zlokalizowana jest poza głównym zespołem, przy drodze do Birczy. Składa się z kilku murowanych, zróżnicowanych pod względem gabarytów i funkcji brył. Wyróżnia się detalem ceglanym w postaci lizen, nadokienników i gzymsów. Kuźnia jest parterowa, murowana, kryta dachem dwuspadowym. Czworak jest parterowy o czterech mieszkaniach, murowany, na planie prostokąta, z dachem czterospadowym.
Park to założenie krajobrazowe na trzech tarasach opadających ku Sanowi, z zachowanym starodrzewem, rodzimymi i obcymi gatunkami drzew oraz stawem. Był poddany pracom pielęgnacyjno-porządkowym w 1997.